# Sarah Walker
Sarah Walker (Whakatane, Badia de Plenty, 10 de juliol de 1988) és una ciclista neozelandesa especialitzada en el BMX.
Va participar en els Jocs Olímpics de Londres de 2012, obtenint una medalla de plata a la prova femenina. També ha guanyat nou medalles, dues d'elles d'or, als Campionats del món de BMX.

## Palmarès internacional
- 2009
  -  Campiona del món en BMX
  -  Campiona del món en BMX - Cruiser
- 2011
  - 1a a la Copa del món de BMX
- 2012
  -  Medalla de plata als Jocs Olímpics de Londres en BMX